# 孔头狼眼绵鳚
孔头狼眼绵鳚，為輻鰭魚綱鱸形目绵鳚亞目绵鳚科的其中一種，分布於南冰洋的威爾德海海域，屬底棲性魚類，棲息深度293-744 公尺，體長可達18.3公分。

## 扩展阅读
維基物種上的相關：孔头狼眼绵鳚